# Relações entre Barbados e China
As relações Barbados-China ou relações sino-barbadianas referem-se aos laços e relações entre a República Popular da China e Barbados. As relações entre Barbados e a China começaram em 30 de maio de 1977, aproximadamente uma década após a independência da nação insular do leste do Caribe do Império Britânico.
As relações comerciais sino-barbadianas se intensificaram ao longo das décadas e estão crescendo, e se expandiram em ambos: crescente comércio bilateral e cooperação estratégica. Dado o limite inerente de recursos naturais em Barbados, várias administrações chinesas se interessaram em investir na construção de infraestrutura para apoiar o capital humano de Barbados, como o auxílio na construção do Ginásio Sir Garfield Sobers (1986), e outros projetos como: assistência na construção do Centro Cultural e de Conferências Sir Lloyd Erskine Sandiford (1994) e reforma do prédio do Mercado Cheapside de Bridgetown (2005).
A China tem uma embaixada em Bridgetown e Barbados tem uma embaixada em Pequim, juntamente com um consulado em Hong Kong, SAR O atual embaixador chinês em Barbados é Yan Xiusheng que chefia a embaixada no subúrbio de Christ Church, Barbados.
Barbados e a China são membros da Belt and Road Initiative, do Banco de Desenvolvimento do Caribe, do Grupo dos 77 e das Nações Unidas.

## História
Em 2004, Barbados foi adicionado à lista de destinos turísticos oficialmente aprovados pelo governo da China. com o ex-primeiro-ministro de Barbados pressionando por um acordo ao ar livre entre as duas nações. Ao longo dos anos, uma série de projetos de construção foram realizados com a assistência do governo chinês, incluindo: o Ginásio Wildey dois ajustes no Lloyd Erskine Sandiford Conference and Cultural Center, um Home Vegetable Growing Experimental Center, bordados, tecelagem de grama e artesanato de penas. Uma consideração também estava sendo feita, de acordo com o Primeiro Ministro de Barbados, David Thompson para a China, para ajudar na abertura de uma nova instalação de navio de cruzeiro em Barbados.
Após o terremoto de Sichuan em 2008, o primeiro-ministro de Barbados visitou a Embaixada da China para assinar pessoalmente o livro de condolências à nação.  Em julho de 2010, Barbados abriu sua primeira embaixada residente em Barbados no distrito de Chaoyang, Pequim.
Em 2014, os dois governos assinaram acordos de isenção de visto para viagens de cidadãos de ambas as nações. Mais tarde, em 2014, também foi assinado um acordo em Barbados para estabelecer uma filial do Instituto Confúcio na Universidade das Índias Ocidentais.
No final de 2015, o navio Ark do hospital da Marinha chinesa visitou o porto de Bridgetown.[carece de fontes?]
Em fevereiro de 2019, Barbados e a China assinaram um MOU para que Barbados se junte oficialmente à Nova Rota da Seda.   He Lifeng, presidente da Comissão Nacional de Desenvolvimento e Reforma da China (NDRC), e Jerome Walcott, ministro das Relações Exteriores e Comércio Exterior de Barbados, conversaram em Pequim, e os dois lados trocaram opiniões sobre a construção conjunta da cooperação de Belt e Road entre a China e Barbados. Mais tarde naquele ano, o embaixador residente da China em Barbados, anunciou que 11 alunos de pós-graduação seriam patrocinados para estudar na China. Os números recentes somam um total de mais de 90 barbadianos que participaram do programa de estudos na China. Outras metas delineadas em 2019 incluíam a construção na China, fornecendo assistência técnica e financiamento para a construção de um laboratório que garantisse os padrões internacionais de acreditação de produtos e atendesse às regras sanitárias e fitossanitárias da Organização Mundial do Comércio (OMC).
Em 2020, o primeiro lote de cerca de 3 dúzias de ônibus elétricos recarregáveis BYD foi entregue ao Conselho de Transporte do Governo de Barbados. 
No final de 2020, a mídia britânica relatou que a inteligência militar dos Estados Unidos  espalhou uma alegação ao governo de Boris Johnson do Reino Unido de que Barbados estava deixando a Rainha como Chefe de Estado para apaziguar a China.

## Cooperação comercial e econômica

Países que assinaram documentos de cooperação relacionados com a Nova Rota da Seda

A China é considerada um dos aliados e parceiros mais próximos de Barbados. A China também é um dos parceiros comerciais e de exportação cada vez mais importantes de Barbados.  Em 2017, a China ficou em terceiro lugar apenas para os EUA e Trinidade e Tobago como o maior mercado de importação de Barbados, com uma participação de importação de 5,65 por cento, de acordo com dados do World Integrated Trade Solution (WITS).
| Ano                     | Exportações de Barbados para a China / Importações chinesas de Barbados | Importações de Barbados da China / Exportações da China para Barbados |
| ----------------------- | ----------------------------------------------------------------------- | --------------------------------------------------------------------- |
| 1999                    | USD$13,000                                                              | USD$2,035,000                                                         |
| 2005                    | USD$211,000                                                             | USD$19,000,000                                                        |
| xxxx                    | $x                                                                      | $x                                                                    |
| 2017                    | USD$5.7 milhões                                                         | USD$93 milhões                                                        |
| total entre 2010 e 2020 | xxx,xxx                                                                 | $xxx,xxx                                                              |

As duas nações também assinaram acordos bilaterais, incluindo um acordo de dupla tributação (atualizado em 2010  ) e um tratado de promoção recíproca e proteção de investimentos. O governo chinês continua sendo uma das principais partes interessadas no Banco de Desenvolvimento do Caribe (CDB), com sede em Barbados, que empresta empréstimos a vários territórios da região do Caribe. 
Em 2004, os interesses chineses expandiram-se para a indústria de construção de Barbados. Duas firmas notáveis incluem a China State Construction Engineering Corp e a ChinaDOS Construction Limited. (Uma mistura do nome China e Barbados), que realizou uma série de projetos de construção em Barbados. Em agosto de 2008, o Caribbean Export de Barbados e as autoridades chinesas assinaram um acordo para aumentar a capacidade de exportação da região para o mercado chinês. Barbados foi a primeira nação em 2019 a assinar a iniciativa da China's Belt and Road Cooperative.  Mais tarde, no mesmo ano, a Associação para a Amizade Barbados-China foi formada em Barbados
Autoridades de Barbados exibiram marcas de fabricação de Barbados em grandes eventos anuais na China, como CIIE, Beijing Expo 2019 e Shanghai World Expo 

## Diplomacia

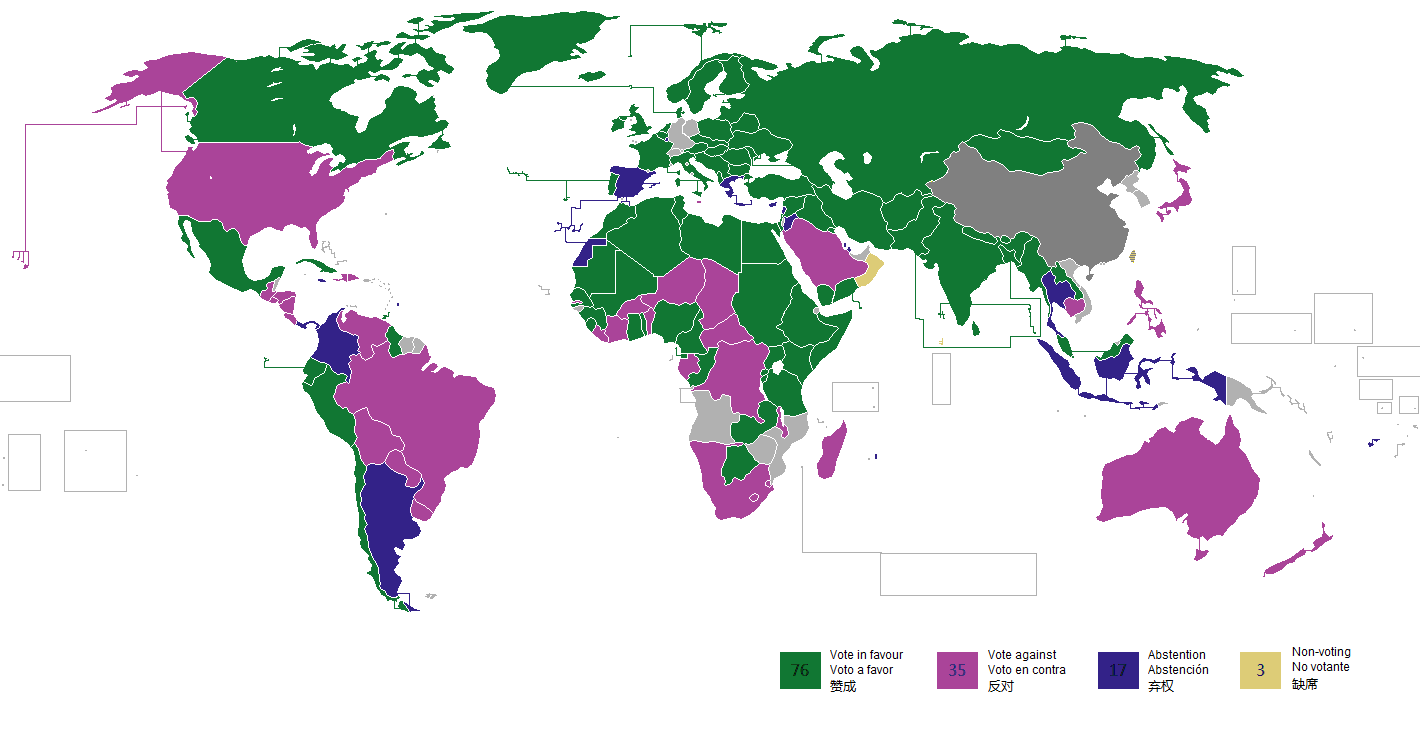
Barbados se absteve na votação sobre a mudança da cadeira chinesa nas Nações Unidas.

Após a Guerra Civil Chinesa, que começou em 4 de setembro de 1967 por um breve período, Barbados testemunhou relações diplomáticas unilaterais vindas da República da China (ROC), comumente chamada de Taiwan . Barbados ainda não tinha estabelecido relações diplomáticas com a maior República Popular da China (RPC) "continental" até que depois de romper as relações com a República da China (Taiwan) em 11 de janeiro de 1977, Barbados passou a reconhecer o governo do continente em a República Popular da China em 30 de maio de 1977, quando o Governo de Barbados deixou de reconhecer Taiwan como o governo legítimo da China.[carece de fontes?]
O seguinte é uma declaração feita pelo falecido Henry DeBoulay Forde, SC, PC, ex-Procurador-Geral e Ministro das Relações Exteriores sobre a questão China em um relatório emitido pelo Governo de Barbados delineado em 1977  para Summize do país One- Política da China até então.[carece de fontes?]
"Barbados mantinha relações diplomáticas com a República da China, comumente conhecida como Taiwan, desde 4 de setembro de 1967. Uma embaixada de Taiwan foi estabelecida em Barbados em 1968, mas um embaixador de Barbados nunca foi credenciado em Taiwan. Por ocasião do debate das Nações Unidas sobre a admissão da República Popular da China a esse órgão, a delegação de Barbados expressou a esperança de que uma fórmula de compromisso teria sido encontrada para permitir o governo da República Popular da China. - Nem Taiwan, nem a República Popular da China, entretanto, estiveram dispostos a chegar a esta acomodação ou aceitar o princípio da existência de "duas Chinas".[carece de fontes?]
Em 25 de outubro de 1971, a Assembleia Geral das Nações Unidas votou esmagadoramente "para restaurar todos os seus direitos à República Popular da China e reconhecer seus representantes como os únicos representantes legítimos da China". Nessas circunstâncias, o Governo de Barbados da época considerou que “não pode mais tratar validamente o Governo de Taiwan como o Governo de toda a China. O governo de Taiwan foi, portanto, oficialmente informado de que, a partir de hoje [11 de janeiro de 1977], não será mais reconhecido pelo Governo de Barbados como Governo da China. Acredita-se, e meu governo acredita, que deixar de tomar esta posição seria fechar os olhos às realidades da situação internacional e ser contrário aos nossos melhores interesses ”. Desde a década de 1980, Barbados manteve a posição de haver apenas uma China com sede em Pequim.

## Cooperação militar conjunta
Em outubro de 2006, o governo de Barbados foi sancionado pelo presidente dos EUA, George W. Bush, por não ter assinado um Acordo do Artigo 98 com os militares dos Estados Unidos para isentar o pessoal norte-americano do Tribunal Penal Internacional (TPI). Após as sanções contra Barbados e vários outros países caribenhos pelos Estados Unidos, o governo chinês forneceu a Barbados assistência financeira em substituição à situação. Em 2009, as unidades militares de ambos os países se mobilizaram para fortalecer sua cooperação militar.
Então, em dezembro de 2016, essa cooperação militar foi ampliada com o governo chinês, apresentando ao governo de Barbados US $ 3 milhões em equipamento militar, o maior presente para os militares de Barbados até o momento.

## Caracterização diplomática
O ex-primeiro-ministro barbadense JMGM 'Tom' Adams durante uma visita à China expressou satisfação com o desenvolvimento das relações bilaterais desde o estabelecimento das relações diplomáticas. Elogiando a política chinesa de "não interferência nos assuntos internos de outros países", Adams afirmou: "muitas vezes é comparativamente difícil manter boas relações entre países grandes e pequenos, uma vez que as boas relações bilaterais consistem em resolver diferenças mútuas e eliminar o controle sobre os pequenos países pelos grandes. As relações de Barbados e de outros países do Caribe com a China são diferentes. A China nunca interferiu de forma alguma nos assuntos internos de Barbados e de outros países, e nunca interrompeu a paz de Barbados e da região do Caribe. "
O ex-primeiro-ministro de Barbados, Owen S. Arthur, pediu aos seus homólogos chineses que ajudassem no desenvolvimento do fundo regional das economias caribenhas menores e opinou que: “Qualquer cooperação no turismo não deve ser apenas sobre o movimento de pessoas, mas devemos ajudar uns aos outros. o desenvolvimento das nossas indústrias …… e quando temos eventos especiais, devemos possibilitar a participação dos nossos cidadãos nessas atividades. Isso ajudaria a construir uma base para um relacionamento mais forte no futuro ”, disse Arthur. 

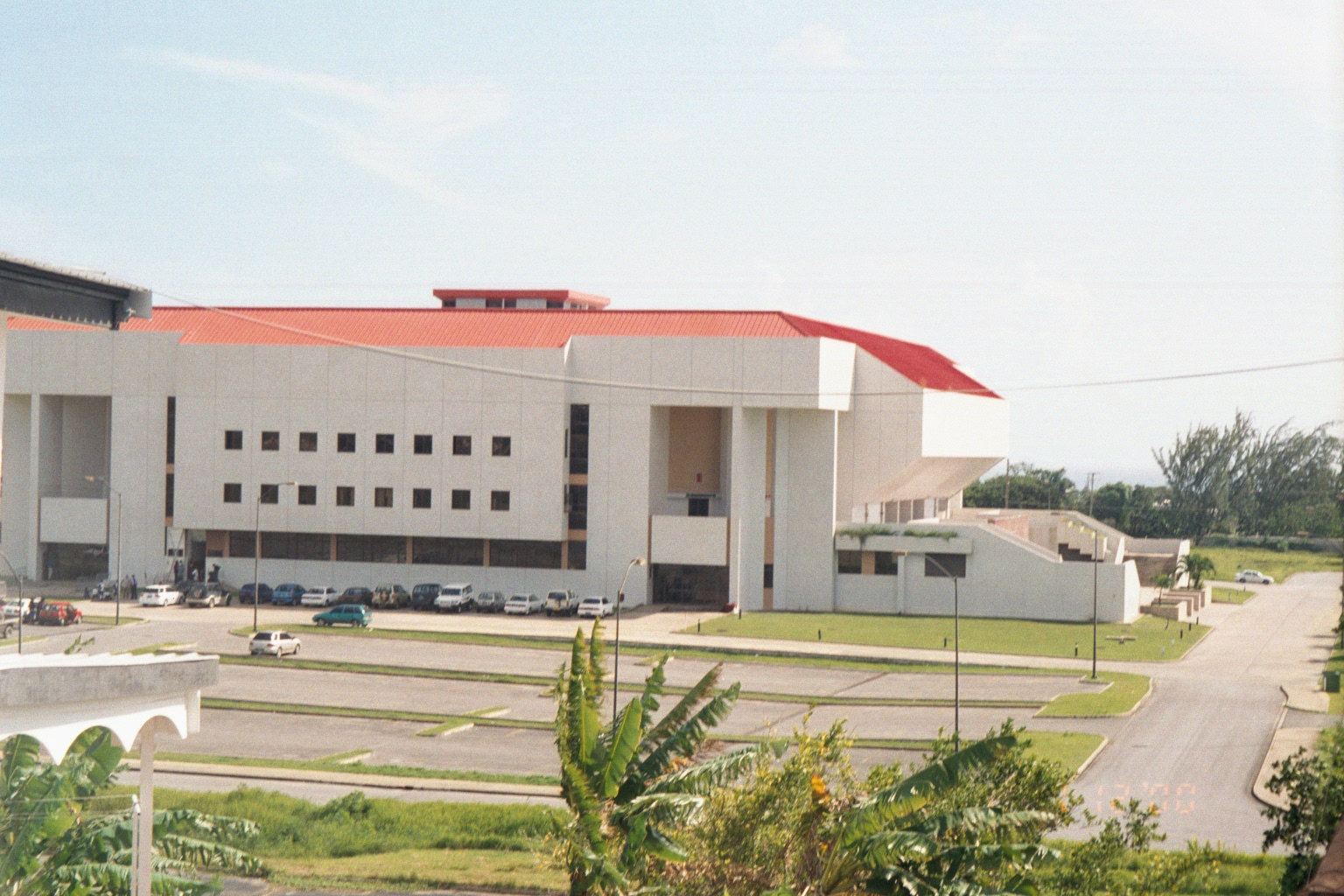
O Wildey Gymnasium em Barbados, que foi construído em 1992 com a assistência da RPC

Os projetos em Barbados incluem 
- Projeto de Estudo de Viabilidade para a Reestruturação do Estádio Nacional de Barbados (2007,10)
- Projeto Sir Garfield Sobers Gymnasium (1990-1992)
- Projeto de adaptação do Sherbourn Conference Center (1993-1994)
- Projeto de renovação do mercado Cheapside (2001-2002)
- Projeto de redesenvolvimento do ginásio Sir Garfield Sobers (1996-1997; 2005, 7-2005, 9, 2011)
- Projeto de Centro Experimental de Cultivo de Vegetais Domésticos (1983-1987)
- Projeto de Bordados e Tecelagem de Grama (1985-1987) e
- Feather Handicraft Project (1992-1995).
- Elsie Payne, Ministério da Educação, Reestruturação do Complexo
- Projeto de Redesenvolvimento do Castelo de Sam Lord (2017)

### Acordos bilaterais
| Encontro            | Nome do acordo | Notas |
| ------------------- | --- | ----- |
| 30 de maio de 1977  | Comunicado Conjunto sobre o Estabelecimento de Relações Diplomáticas entre a República Popular da China e Barbados                                                                                              |       |
| 13 de junho de 1980 | Acordo Cultural entre o Governo da República Popular da China e o Governo de Barbados |       |
| 1986-maio-16        | Acordo entre China e Barbados para a construção de um ginásio em Barbados com assistência chinesa |       |
| 11 de maio de 1990  | Acordo entre o Governo da República Popular da China e o Governo de Barbados sobre Cooperação Econômica e Tecnológica                                                                                           |       |
| 27 de julho de 1992 | Acordo entre o Governo da República Popular da China e o Governo de Barbados sobre Cooperação Econômica e Tecnológica                                                                                           |       |
| 1996-maio           | Troca de Notas entre o Governo da República Popular da China e o Governo de Barbados sobre a Prestação de Assistência Gratuita ao Governo de Barbados pelo Governo Chinês                                       |       |
| 30 de abril de 1997 | Acordo entre o Governo da República Popular da China e o Governo de Barbados para a Retenção do Consulado Honorário na RAE de Hong Kong da China por Barbados                                                   |       |
| Julho de 1998       | Acordo entre o Governo da República Popular da China e o Governo de Barbados sobre Incentivo e Proteção Mútua do Investimento                                                                                   |       |
| 15 de maio de 2000  | Acordo entre o Governo da República Popular da China e o Governo de Barbados para Evitar a Dupla Tributação e Prevenir a Evasão Fiscal                                                                          |       |
| Outubro de 2000     | Troca de Notas entre o Governo da República Popular da China e o Governo de Barbados sobre a Prestação de Assistência Gratuita ao Governo de Barbados pelo Governo Chinês                                       |       |
| Fevereiro de 2005   | Memorando de Entendimento entre a Administração Nacional de Turismo da República Popular da China e o Ministério do Turismo de Barbados sobre a facilitação de viagens em grupo de turistas chineses a Barbados |       |
| 6 de junho de 2006  | 2 Acordos entre o Governo da República Popular da China e o Governo de Barbados sobre Cooperação Econômica e Tecnológica                                                                                        |       |

## Missões diplomáticas residentes
- Barbados nomeou seu quarto ex-primeiro-ministro, Sir Lloyd Erskine Sandiford, como primeiro embaixador residente de Barbados em Pequim, China, em julho de 2010. [46][47]

- A China tem uma embaixada residente e um Escritório de Assuntos Econômicos e Comerciais na Igreja de Cristo, que é chefiado pelo Embaixador da República Popular da China em Barbados.